# Yajima Takuro
Takuro Yajima (sinh ngày 28 tháng 3 năm 1984) là một cầu thủ bóng đá người Nhật Bản.

## Sự nghiệp câu lạc bộ
Takuro Yajima đã từng chơi cho Kawasaki Frontale, Shimizu S-Pulse, Yokohama F. Marinos và Kyoto Sanga FC.